# Distretto di Feke
Il distretto di Feke (in turco: Feke ilçesi) è un distretto della Turchia nella provincia di Adana con 18.055 abitanti (dato 2012).
Il capoluogo è la città di Feke.

## Geografia antropica

### Suddivisioni amministrative
Il distretto è suddiviso in 1 comune (Belediye) e 40 villaggi (Köy).